# 昌平北站
昌平北站是京通铁路上的一座铁路车站，位于北京市昌平区城北街道北部，建于1976年，目前为三等站，邮政编码为102200。目前业务包括客运：办理旅客乘降；货运业务（暂停）：包括行李、包裹托运、整车、零担货物发到。

## 历史
1976年，昌平北站动工修建；
1980年5月，随着京通铁路交付运营，昌平北站投入使用；
2016年6月1日至2016年10月31日，京通线昌平北站站场及站房施工改造，站房全部拆除，改建新站房、天桥、雨篷等设施，增加列车到发线，期间停止办理客运业务，原办客列车改为技术停车。
2016年11月1日起，昌平北站恢复办理客运业务。改建后首趟办理客运的列车是11月1日凌晨4：44分到达的2622次列车。
2017年12月31日，北京市郊铁路怀密线开通，在昌平北设站，标志本站开始办理市郊客运业务。
2020年12月28日18时，管辖昌平北站的原北京局集团通州车务段迁至北京北站，昌平北站由段管站改为站管车站。

## 改造工程

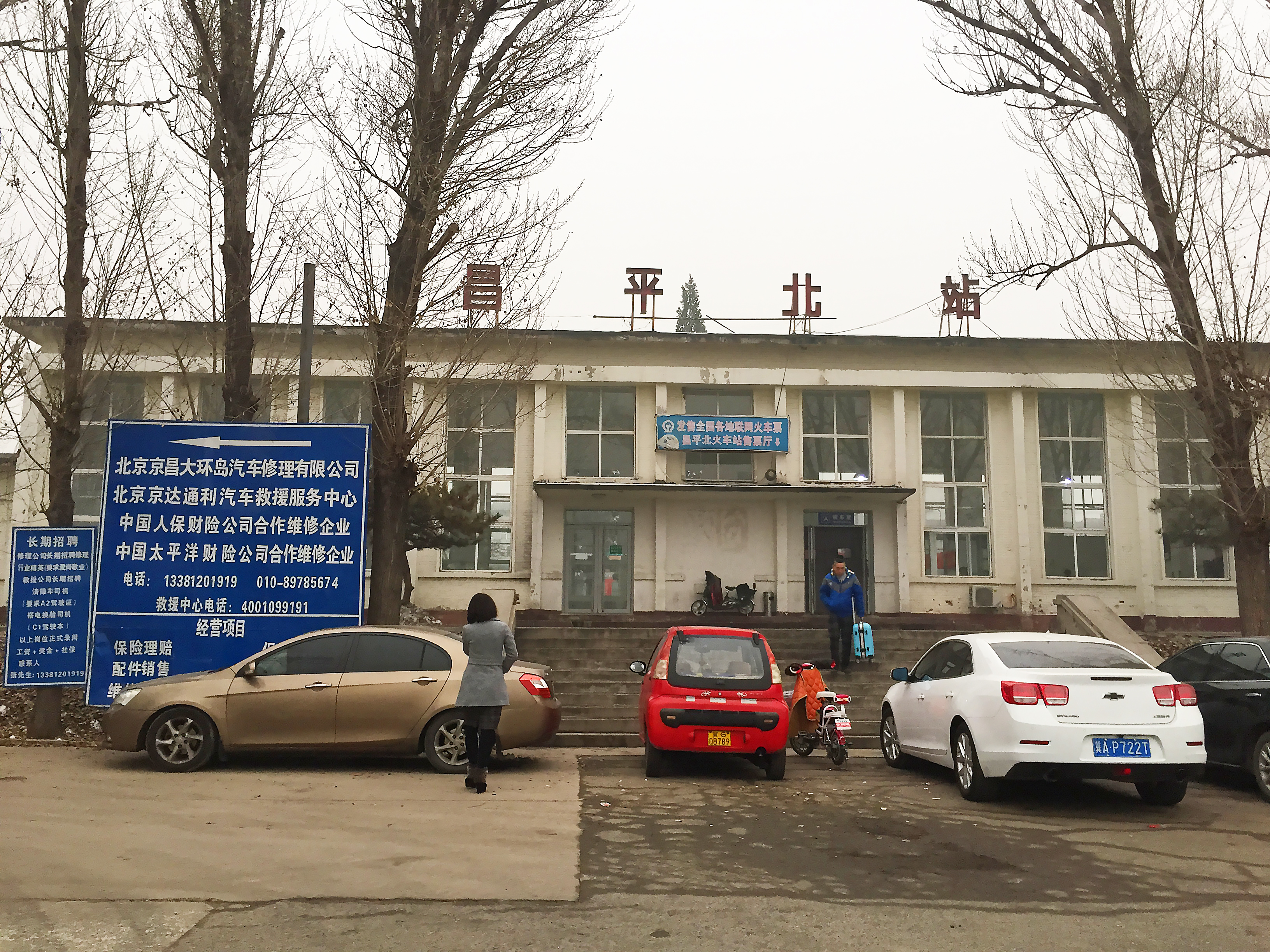
昌平北站的旧站房，已于2016年6月拆除

昌平北站应京张城际铁路引入北京北站施工的需要于2016年6至10月间进行了封闭改造。作为北京北站普速列车的过渡车站，昌平北站工程包括拆除原货5道及货仓，1站台西延；拆除原4道，原位新建3股存车线，新建3道（2站台），原3道变为新4道（3站台），车站两端增加交叉渡线4组、牵出线两组（预留双线），II道为无站台正线；新建8米旅客天桥一座；站南侧除信号楼以外建筑全部拆除，原位还建新候车室等设施。
2016年11月1日，改建昌平北站简易投入使用，由于位于车站东侧主楼的售票处改建未完工，售票业务均在站南侧临时搭建的彩钢板结构售票处办理，直至2017年8月车站东侧主楼投入使用，临时售票处才停止使用并撤除。
昌平北站改建投用时遗留了部分工程未能实施，由于昌平北站改建工程主要服务于自北京北站撤出的长途普速线路班次，在这些班次改线或停运后，已无续建剩余工程的价值，故昌平北站目前仍有部分工程处于搁置状态，即便历经市郊铁路怀密线提升工程以及京通铁路电气化改造工程也并未实施，如1站台的地砖铺设、雨棚柱及雨棚主体，4道下行方向接入3道的联络道岔工程等。
昌平北站改造后负责办理京包（2018年4月10日起取消普速客运）、京通线普速列车始发终到。改造工程还包括新建昌平北站至南口站的联络线一条，在七间房附近设七间房线路所，但未能按时完工。在昌平北站恢复客运业务初期，K276/3/4/5,1458/5/6/7原在北京北站调向和原京包线运行的K1595/6次列车改在昌平站调向，昌平北-南口联络线于2018年8月17日完工，但由于京包铁路京张段原有客运列车已全部改线或停运，故尚无经行列车。

## 车站结构
| 站房 | 售票、安全检查、卫生间、候车室、出入口 | 售票、安全检查、卫生间、候车室、出入口                    | 售票、安全检查、卫生间、候车室、出入口                    |                                                           |
| 站台 | 通往怀密线2、3站台连接天桥             | 通往怀密线2、3站台连接天桥                                | 通往怀密线2、3站台连接天桥                                |                                                           |
| 站台 | 侧式站台，右侧開门                     |                                                           |                                                           |                                                           |
| 站台 | 1站台                                  | 京通铁路普速列车往通辽方向（官高站） · 日常由4471/2次专用 | 京通铁路普速列车往通辽方向（官高站） · 日常由4471/2次专用 | 京通铁路普速列车往通辽方向（官高站） · 日常由4471/2次专用 |
| 站台 | 京通铁路列车通过正线                   |                                                           |                                                           |                                                           |
| 站台 | 2站台                                  | 往古北口 怀柔—密云线 往北京北                             |                                                           |                                                           |
| 站台 | 岛式站台，高站台                       |                                                           |                                                           |                                                           |
| 站台 | 3站台                                  | 京通铁路 到发线                                           |                                                           |                                                           |

## 旅客列车目的地
该车站除北京市郊铁路怀柔密云线有11班列车经停以外，有4班列车始发停靠。本站原有K274/275、K276/273次列车经停。后者于2018年4月10日起废除京包铁路至京通铁路集宁南至通辽间沿途各站，故该站取消停靠。
| 列车所属路局 | 车次                               | 目的地 |
| ------------ | ---------------------------------- | ------ |
| 沈阳局集团   | 2621                               | 赤峰南 |
| 沈阳局集团   | K1015、K1017                       | 通辽   |
| 北京局集团   | 4471/4474                          | 承德   |
| 北京局集团   | S501、S503                         | 古北口 |
| 北京局集团   | S515、S511、S517、S513             | 怀柔北 |
| 北京局集团   | S512、S516、S502、S514、S504、S518 | 北京北 |